# Tomasz Budziński
Tomasz Budziński (ur. 24 kwietnia 1998 w Opocznie) – polski kolarz szosowy, górski i przełajowy.
Budziński początkowo uprawiał kolarstwo górskie – w dyscyplinie tej między innymi w 2018 zdobył tytuł mistrza Polski w eliminatorze cross-country, startował też w kolarstwie przełajowym. W wyścigach z kalendarza UCI w kolarstwie szosowym zadebiutował w 2019.
Kolarzem jest również jego brat-bliźniak, Marcin Budziński.

## Osiągnięcia

### Kolarstwo szosowe
Opracowano na podstawie:
2021
- 2. miejsce w górskich szosowych mistrzostwach Polski

2022
- 2. miejsce w Wyścigu Solidarności i Olimpijczyków
- 1. miejsce w Memoriale Henryka Łasaka

2023
- 3. miejsce w Ślężańskim Mnichu
- 3. miejsce w Tour of Poyang Lake

2024
- 2. miejsce w Visegrad 4 Bicycle Race Grand Prix Poland
- 2. miejsce w Puchar Ziemi Wieluńskiej

2025
- 3. miejsce w GP Slovenian Istria

## Rankingi

### Kolarstwo szosowe
| Rok             | 2021 | 2022 | 2023  | 2024 |
| --------------- | ---- | ---- | ----- | ---- |
| World Ranking   | 954. | 492. | 1329. | 986. |
| UCI Europe Tour | 716. | 391. | -     | -    |
|                 |      |      |       |      |
| Źródło: UCI     |      |      |       |      |